# Ventilateur d'ordinateur

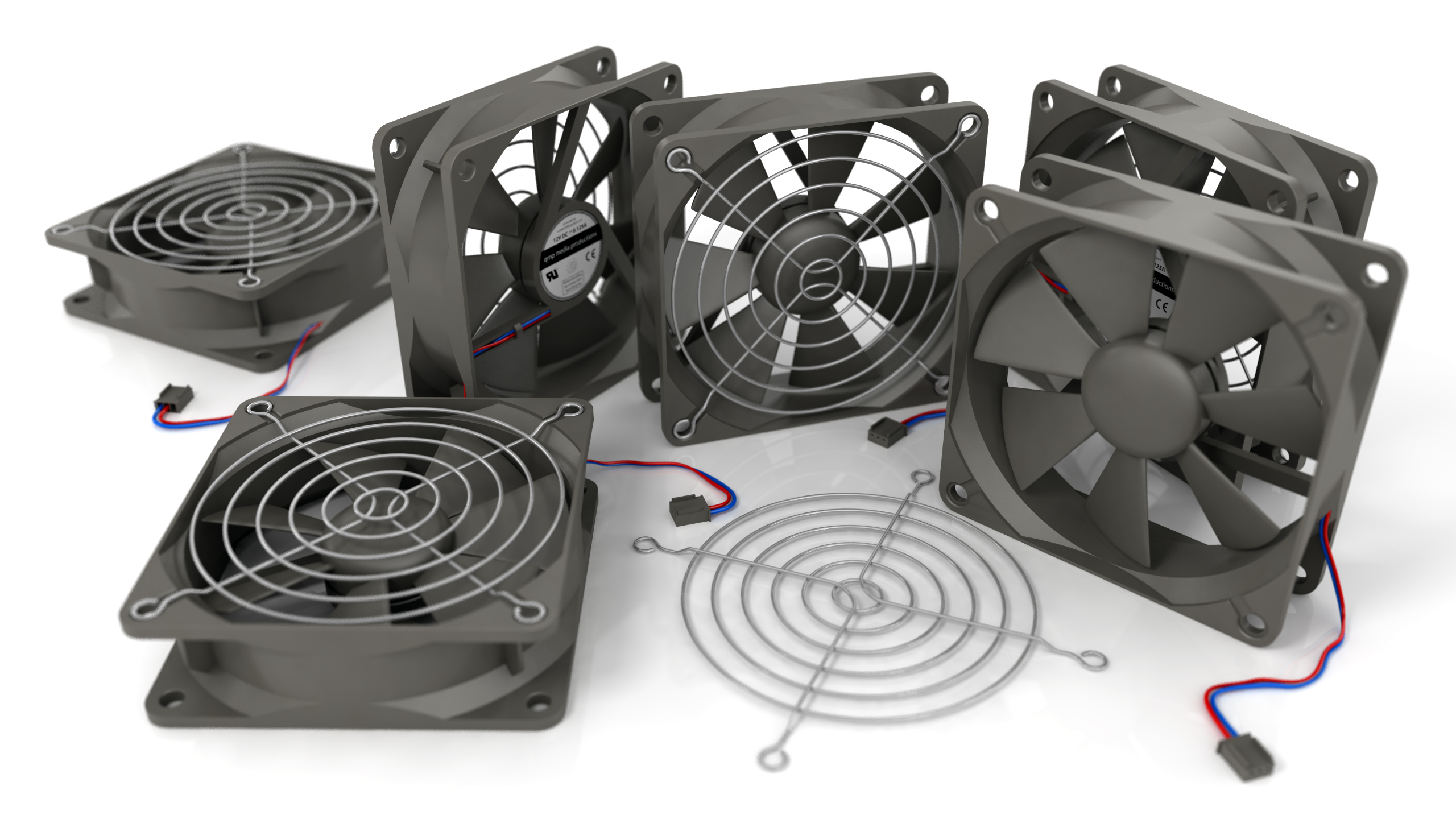
Ventilateurs de 80 mm, souvent utilisés dans les ordinateurs personnels.

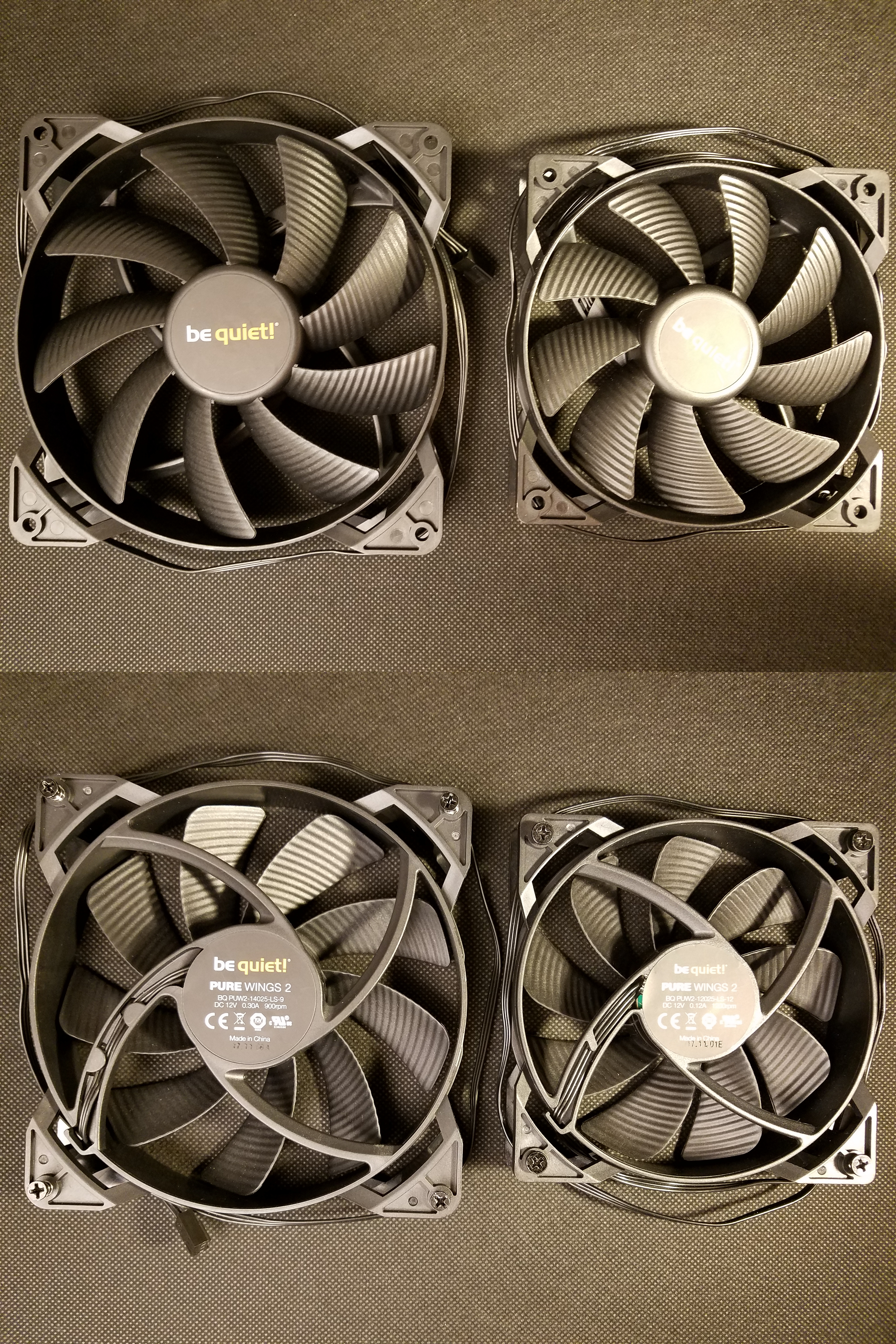
Ventilateurs de boitier.

Un ventilateur d'ordinateur est un ventilateur installé à l'intérieur d'un ordinateur ou fixé à celui-ci et utilisé pour en refroidir activement le boîtier. Il permet un flux d'air frais vers l'intérieur et d'air chaud vers l'extérieur ou améliore la circulation d'air sur le dissipateur thermique d'un composant particulier.